# آنتون گورچف
آنتون گورچِف (بلغاری: Антон Горчев؛ ۱۰ نوامبر ۱۹۳۹ – ۱۹ ژوئن ۲۰۰۰) هنرپیشه اهل کشور بلغارستان بود. وی بین سال‌های ۱۹۶۳ تا ۱۹۹۸ میلادی فعالیت می‌کرد. بیشتر شهرت وی به خاطر بازی در فیلم «شاخ بز» محصول سال ۱۹۷۲ میلادی است.

## قسمتی از فیلمشناسی
- هشت- ۱۹۶۹
- شاخ بز- ۱۹۷۲
- ملالت بزرگ- ۱۹۷۳
- ایوان کوندارِف- ۱۹۷۴
- نامه‌نویس دهکده- ۱۹۷۴
- عصیان-۱۹۷۵
- بزرگراه- ۱۹۷۵
- سربازان آزادی (۱۹۷۷)
- آفتاب کوتاه- ۱۹۷۹
- گورکن- ۱۹۸۱
- جادوی سفید- ۱۹۸۲
- بر فراز درخت گیلاس- ۱۹۸۴